# Andrei Burac
Andrei Burac (n. 17 august 1938, Cîrnățeni, Tighina, Basarabia, România – d. 30 iunie 2020) a fost un poet, prozator, dramaturg, traducător și publicist din Republica Moldova.